# Nicolas Margue
Nicolas Margue (* 2. Januar 1888 in Fingig, Käerjeng; † 18. März 1976 in Luxemburg) war ein luxemburgischer Politiker der Rietspartei sowie Chrëschtlech Sozial Vollekspartei (CSV), der  Minister verschiedener Ressorts sowie zuletzt von 1959 bis 1970 Mitglied des Staatsrates war.

## Leben
Nicolas Margue, der als Lehrer tätig und Mitglied der Rechtspartei (Rietspartei) war, wurde am 5. November 1937 als Minister für öffentlichen Unterricht, Landwirtschaft und Religion (Ministre de l’Instruction publique, Agriculture et Cultes) in die erste Regierung Dupong berufen. In der darauf folgenden zweiten Regierung Dupong übernahm er zwischen dem 7. Februar 1938 und dem 10. Mai 1940 weiterhin die Ämter als Minister für öffentlichen Unterricht, Landwirtschaft und Religion sowie zusätzlich als kommissarischer Minister für Handel, Industrie und Gewerbe (Ministre du Commerce, Industrie et Métiers ad interim).
Nach der Besetzung Luxemburgs im Zweiten Weltkrieg durch die deutsche Wehrmacht am 10. Mai 1940, dem ersten Tag des Westfeldzuges, war er der einzige Minister der bisherigen Regierung Dupong-Krier, der nicht ins Exil ging und dort die Lëtzebuerger Exilregierung bildete. An der Grenze zu Belgien wurde ihm am 10. Mai 1940 um 3 Uhr 30 die Ausreise verweigert. Stattdessen wurde er als antideutsch eingestuft und mit seiner gesamten Familie nach Schlesien verlegt, wo er zunächst in Leubus und dann auf Schloss Boberstein interniert. Nach seiner Befreiung war er zwischen 1945 und 1972 Präsident der Historischen Abteilung (Section historique) des Institut Grand-Ducal.
Kurz vor Kriegsende wurde Margue am 21. April 1945 in die sogenannte Regierung vun der Befreiung, die vierte Regierung Dupong, berufen und übernahm wiederum das Amt des Landwirtschaftsministers übernahm und als solcher auch Minister für Rückführungen war (Ministre de l’Agriculture et Rapatriement). Nach der darauf folgenden Bildung der Regierung vun der Nationaler Unioun, der fünften Regierung Dupong, am 14. November 1945 wurde er Minister für nationale Bildung, Religion, Gottesdienst, Kunst und Wissenschaft und Landwirtschaft (Ministre de l’Éducation nationale, Cultes, Arts et Sciences, Agriculture) und bekleidete diese Ämter bis zum 14. Juli 1948. Anschließend fungierte er vom 1. März 1947 bis zum 14. Juli 1948 auch in der sechsten Regierung Dupong als Minister für nationale Bildung, Religion, Gottesdienst, Kunst und Wissenschaft und Landwirtschaft. Als Bildungsminister war er zudem gemeinsam mit dem Sprachwissenschaftler Jean Feltes einer der Väter der umstrittenen offiziellen Rechtschreibung, der Offiziell Lëtzebuerger Orthographie.
1952 wurde Nicolas Margue Mitglied der Gemeinsamen Versammlung der Europäischen Gemeinschaft für Kohle und Stahl (EGKS) sowie 1955 Mitglied des von Jean Monnet gegründeten Aktionskomitee für die Vereinigten Staaten von Europa. Er war ferner von 1957 bis 1959 Mitglied des Europäischen Parlamentes, das aus der Gemeinsamen Versammlung der EGKS hervorgegangen war. Am 4. August 1959 wurde er Mitglied des Staatesrates, ein konsultatives Organ im politischen System Luxemburgs, und gehörte diesem bis zu seinem Rücktritt am 30. September 1970 an.
Ihm zu Ehren wurde Straßen in Luxemburg sowie in Küntzig benannt. Er war der Vater des Politikers Georges Margue, der zwischen 1959 und 1989 sowie von 1991 bis 1994 als Mitglied der Abgeordnetenkammer (Chamber) angehörte, sowie des Historikers Paul Margue.

## Veröffentlichungen
- Aperçu historique, in: Le Luxembourg, le livre du Centenaire, Imprimerie Saint-Paul, S. 7–25, Zweite Auflage 1949.
- Mouvements contre-révolutionnaires dans le Luxembourg 1831–32, Luxemburg 1939
- Die Entwicklung des Luxemburger Nationalgefühls von 1870 bis heute, in: Deutsches Archiv für Landes- und Volksforschung,  Leipzig, 1937
- Kurze Geschichte der Stadt Luxemburg: 963–1963, Mitautor Paul Margue, Luxemburg 1963